# Erwin Glock
Erwin Glock (* 9. April 1925 in Heidelberg; † 29. Juni 1993 in Heidelberg) war ein deutscher Sportschütze, 34facher Deutscher Meister und Teilnehmer an den Olympischen Spielen 1972 in München und 1976 in Montreal.

## Leben
Glock war als Sportlehrer an der Johannes-Kepler-Realschule in Heidelberg tätig. Er war Mitglied des Schützenvereins 1490 Heidelberg.  
Bei den Olympischen Spielen 1972 in München war Glock der älteste Schütze und nach dem Dressurreiter Josef Neckermann der zweitälteste Teilnehmer der bundesdeutschen Mannschaft. 1976 in Montreal war er mit 51 Jahren der älteste bundesdeutsche Athlet.
Glock schrieb auch an Büchern über das Sportschießen mit und entwickelte eine zu Trainingszwecken verwendbare Einschießscheibe.

## Erfolge
- Olympische Sommerspiele 1972: Olympische Schnellfeuerpistole, 16. Platz (586 Ringe)
- Olympische Sommerspiele 1976: Olympische Schnellfeuerpistole, 6. Platz (594 Ringe)

## Veröffentlichungen
- Hermann Rieder, Erwin Glock: Kondition, Grundlage sportlicher Leistung. Bartels & Wernitz, Berlin 1979
- Erwin Glock, Heinz Mertel, Bernd Klingner (Hrsg.): Pistolenschiessen. Teil 1, Grundkenntnisse, Anschläge und Technik. BLV-Verlagsges., München 1982, ISBN 3-405-12259-7
- Erwin Glock, Heinz Mertel, Bernd Klingner (Hrsg.): Pistolenschiessen. Teil 2, Training und Wettkampf. BLV-Verlagsges., München 1984, ISBN 3-405-12260-0